# Tell Hawsh
Tell Hawsh (tiếng Ả Rập: تل حوش; cũng đánh vần Talhoush) là một ngôi làng ở phía bắc Syria nằm ở phía tây Homs thuộc tỉnh Homs. Theo Cục Thống kê Trung ương Syria, Tell Hawsh có dân số 1.609 trong cuộc điều tra dân số năm 2004. Cư dân của nó chủ yếu là Alawites.